# Protagora
Protagora iz Abdere (grč. Πρωταγόρας, oko 480. pr. Kr. - oko 410. pr. Kr.), grčki filozof, predsokratovac, sofist. Platon je u svom dijalogu Protagora ustvrdio da je on izumio ulogu profesionalnog sofiste, odnosno "učitelja vrline".
Protagora je rođen u Abderi (u Traciji) oko 481. pr. Kr., a u Atenu je došao sredinom 5. stoljeća pr. Kr. Uživao je Periklovu naklonost, koji mu je prema nekim izvorima povjerio i zadatak da u Turiju sastavi ustav ove panhelenske kolonije, osnovane 444. pr. Kr. U Atenu se vratio uoči peloponeskog rata 431. pr. Kr. i u njoj ga je zatekla kuga 430. pr. Kr. Po pisanju Diogena Laertija, Protagora je zbog svoje knjige o bogovima bio optužen za bogohuljenje, te je morao pobjeći iz grada prije suđenja i utopio se prilikom plovidbe ka Siciliji, dok je njegova knjiga bila spaljena na trgu. Ako je priča pouzdana (u što se ozbiljno sumnja), tada su se ovi događaji odvijali tijekom oligarhijskog prevrata 411. pr. Kr.
Protagora je bio poznat kao učitelj koji obrađuje teme vezane za vrlinu i političku djelatnost. Za razliku od drugih učitelja, koji su nudili praktično obrazovanje u retorici i vještini javnog govora, Protagora se razlikovao po tome što je nastojao doći do racionalne spoznaje i apstraktnog poimanja širokog spektra ljudskih karakteristika, kao što su, na primjer, jezik i obrazovanje. Izgleda da se također posebno zanimao za ortoepiju, odnosno za pravilnu uporabu riječi, iako se ta tematika čvršće vezuje za Prodika, koji je također bio sofist.

## Relativizam
Najpoznatija Protagorina izreka je ona koja se nalazi u spisu Istina ili govori koji obaraju (Ἀλήθεια ἤ Καταβάλλοντες λόγοι) i koja glasi: "Čovjek je mjerilo svih stvari: onih koje jesu da jesu, a onih koje nisu da nisu" (πάντων χρημάτων μέτρον ἐστὶν ἄνθρωπος, τῶν μὲν ὄντων ὡς ἔστιν, τῶν δὲ οὐκ ὄντων ὡς οὐκ ἔστιν, Sext. Emp. Adv. math. 7.60). Kao i mnogi drugi fragmenti predsokratskih filozofa, i ova je rečenica došla do nas izolirana, bez ikakvog konteksta, pa je njezino istinsko značenje i danas predmet sporenja. Platon Protagori pripisuje relativističko gledište, a posebno etički relativizam. Prema tom tumačenju, Protagora u biti tvrdi da ono što se meni čini istinitim, to je za mene istinito, ono što se tebi čini istinitim, to je za tebe istinito, i tako za svakog pojedinog čovjeka. Međutim, mnogi su istraživači, međutim, zastupali stav da ovdje Protagora ne misli na pojedinačnog čovjeka, već na čovjeka općenito, pa bi čitava ljudska vrsta bila mjerilo i kriterij istine. Spor oko tumačenja te izreke pokrenuo je i raspravu o tome treba li "stvari" (grč.:χρήματα) protumačiti isključivo kao predmete osjetilnog opažanja ili bi taj pojam morao uključiti i područje vrijednosti.
U Teetetu Platon spomenutu izreku jasno tumači u individualističkom smislu, i to usmislu osjetilnog opažanja (151e, 152a). U Platonovom dijalogu Protagora ta se izreka ne primjenjuje u individualističkom smislu na etičke vrijednosti, ali činjenica je da u Teetetu Platon stavlja Protagori u usta izjavu iz koje jasno slijedi da su etički sudovi relativni: "Ono što svakoj državi izgleda pravedno i lijepo, to njoj i jeste lijepo, sve dok ga ona takvim smatra" (167c). On nadalje tvrdi da mudar čovjek mora pokušati zamijeniti loše običaje onim ispravnim, iz čega slijedi da se ne radi o tome da je jedno etičko gledište istinito, a drugo nije, već o tome da je jedno gledište "razumnije", tj. korisnije od nekog drugog. Platon, međutim, u Protagori iznosi da sofist tvrdi da su bogovi svim ljudima podarili "stid" (grč. αἰδώς) i "pravdu" (grč. δίκη). To bi značilo da se, prema Protagori, zakon temelji na određenim moralnim načelima koja su duboko usađena u sve ljude, ali pojedinačne raznolikosti zakona kakve se nalaze u konkretnim državama, jesu relativne. Zakon jedne države nije "istinitiji" od zakona druge države, ali je možda "razumniji" u smislu da je korisniji i prikladniji. Prema tome, i pored mogućnosti da se Protagori, ako se prihvati Platonovo tumačenje, pripiše određeni stupanj etičkog relativizma, ipak Protagora svojim shvaćanjem stida i pravde daje neke nagovještaje prirodnog prava i tako doprinosi širenju grčkih vidika.

## Ostala područja
U djelu O bogovima (grč. Περὶ θεῶν) Protagora tvrdi: "O bogovima ne mogu znati niti da jesu niti da nisu, niti kakvo je njima obličje: jer mnogo toga sprečava pouzdano znanje, nejasnoća [same stvari] i kratkoća ljudskog života" (fr. 4). To je jedini odlomak ovog spisa koji nam se sačuvao, te je o njemu teško donositi pouzdane zaključke. Izgleda moguće da se na temelju ove rečenice Protagoru proglasi+ za skeptičnog i agnostičkog mislioca, koji ruši uspostavljene tradicije u religiji.  
Iz relativističke teorije proizlazi shvaćanje da se o svakom predmetu može imati više od jednog mišljenja, a čini se da je Protagora to gledište razvio u spisu Protivni govori (grč. Ἀντιλογίαι). Filozof mora vježbati razvijanje različitih mišljenja i dokaza, a govornik će se najbolje iskazati ako uspije "slabiji dokaz učiniti jačim" (grč. τὸν ἥττω λόγον κρείττω ποιεῖν, Aristotel, Rhet. B24, 1402a 23). Protivnici sofista su to tumačili kao da su se sofisti zalagali za pobjedu moralno slabijeg argumenta, ali to gledište nema nužno etički loše implikacije. Ako bi neki branitelj, na primjer,  uspješno zastupao pravednu stvar branjenika suviše slabog da bi se sam zastupao ili onoga u čijem je slučaju na sudu teško dokazati pravednost njegove stvari, za tog branitelja bi se moglo reći da čini da "slabiji dokaz" pobjeđuje, iako on ne čini ništa nemoralno.
Protagora je otvarao nove puteve u proučavanju gramatike i znanosti o jeziku. Prema nekim izvorima, on je klasificirao različite vrste iskaza i terminološki je razlikovao rodove imenica. U jednom duhovitom odlomku Aristofanovih Oblakinja Protagora je prikazan kako pokušava skovati ženski rod ἀλεκτρύαινα od imenice muškog roda ἀλεκτρυών (= pijetao).

## Vanjske poveznice
- The Internet Encyclopedia of Philosophy, s.v. Protagoras